# Friedrich Gäbel

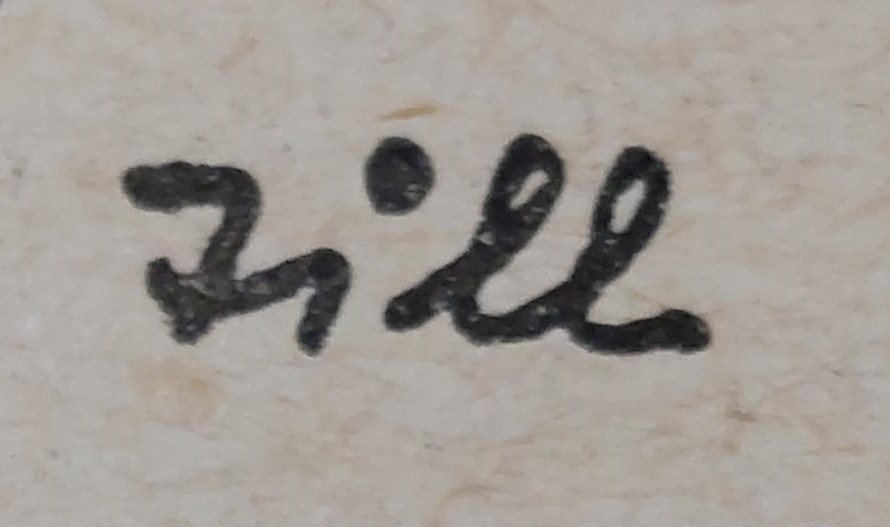
Pseudonym Till (1940)

Friedrich Gäbel, Pseudonym Till, (geboren 23. Februar 1901 in Ostpreußen; gestorben Februar 1974 in Berlin) war ein deutscher Pressezeichner, Illustrator und Karikaturist.

## Leben
Friedrich Gäbel studierte Philosophie und Kunstgeschichte in Königsberg in Preußen. Das Zeichnen brachte er sich weitgehend autodidaktisch bei, er hatte zeitweise Unterricht beim Leipziger Maler Max Schwimmer. In den 1930er Jahren druckte die Zeitschrift Der Querschnitt einige seiner Zeichnungen. Er porträtierte unter anderem Martin Andersen Nexö, Thomas Mann, Kurt Weill und Arnold Zweig. In der Zeit des Nationalsozialismus illustrierte er politische Sachbücher. 
Ab 1947 war er Illustrator im Feuilleton der Berliner Zeitung, die in Ost-Berlin erschien, und zeichnete humoristische Skizzen und Porträts von Prominenten der Kulturszene, darunter Bert Brecht, Hanns Eisler, Erwin Geschonneck, Ernst Legal, Friedrich Luft und Eduard von Winterstein. Seine Zeichnungen wurden auch in der Zeitschrift Aufbau gedruckt, und er erhielt auch Aufträge als Buchillustrator.  

## Illustrationen (Auswahl)
- Hans Erman: Profile: deutsches Gästebuch im Kriegsjahr 1939/40. Mit einem Vorwort von Hermann Esser. Textzeichnungen: Nils Stenbock und Friedrich Gaebel. Berlin: Curtius, 1940
- Hans Fritzsche: Zeugen gegen England: Von Alexander bis Woolton. Karikaturen Friedrich Gäbel (Till). Düsseldorf: Völkischer Verlag, 1941
- Ernst Günter Dickmann[1] (Hrsg.): Zwischen Front und Heimat. Ernste und heitere Erzählungen. Berlin: Zentralverlag der NSDAP, 1942
- Nikolai Gogol: Die Nase. Aus dem Russischen Michael Zerkow. Die 13 Illustrationen und den Einband zeichnete Friedrich Gäbel. Berlin: Rudolf R. Zech, 1948